# Tsaghkahovit
Tsaghkahovit (in armeno Ծաղկահովիտ?, fino al 1946 Gadzhi-Khalil e Haji Khalil) è un comune dell'Armenia di 1 684 abitanti (2001) della provincia di Aragatsotn.